# Chó Husky Alaska
Chó Husky Alaska không được coi là giống thuần chủng. Nó được đặt tên chỉ vì mục đích của nó, đó là của một con chó kéo xe rất hiệu quả. Loài chó này là sự pha trộn của nhiều giống chó Bắc Mỹ khác nhau, được lựa chọn đặc biệt cho các kỹ năng kéo xe. Các giống chó đặc biệt tồn tại trong thể loại chó này, chẳng hạn như chó chở hàng (chó Husky Mackenzie, Malamute), chó chạy nước rút Alaska (Eurohound), và chó Alaska chạy khoảng cách dài.
Chó Husky Alaska là loại chó kéo xe trượt tuyết có đẳng cấp thế giới. Không ai trong số các giống chó thuần chủng phía Bắc có thể ngang với nó về tốc độ đua tuyệt đối. Các giải đua xe chạy nước rút của chó như Fairbanks, Alaska Open North American Championship và Anchorage Fur Rendezvous luôn có các đội vô địch gồm các con chó Husky Alaska, hoặc chó Alaskan phối giống với chó săn. Loài chó này được đánh giá cao về tốc độ và độ bền của chúng. Các con chó đã chiến thắng có tốc độ chạy nước rút đua thường trung bình hơn 19 dặm một giờ (31 km/h), chạy đua trong ba ngày ở mức 20 đến 30 dặm (32 đến 48 km) mỗi ngày.
Các con chó Husky đáp ứng các tiêu chuẩn của các cuộc đua chó đẳng cấp thế giới là vô cùng quý giá. Một con chó đua hàng đầu có thể có trị giá từ 3.000 đến 10.000 đô la Mỹ. Các con chó Alaska mà không đáp ứng các tiêu chuẩn hiệu suất của người nuôi chúng thường được bán cho những người khác để tham gia các cuộc đua ít cạnh tranh hơn, cho phép chúng tiếp tục chạy đua.

## Mô tả

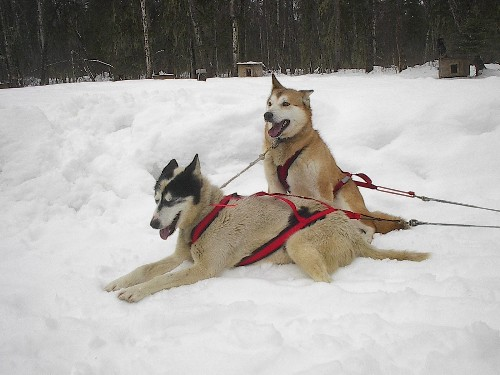
Các con chó Husky Alaska

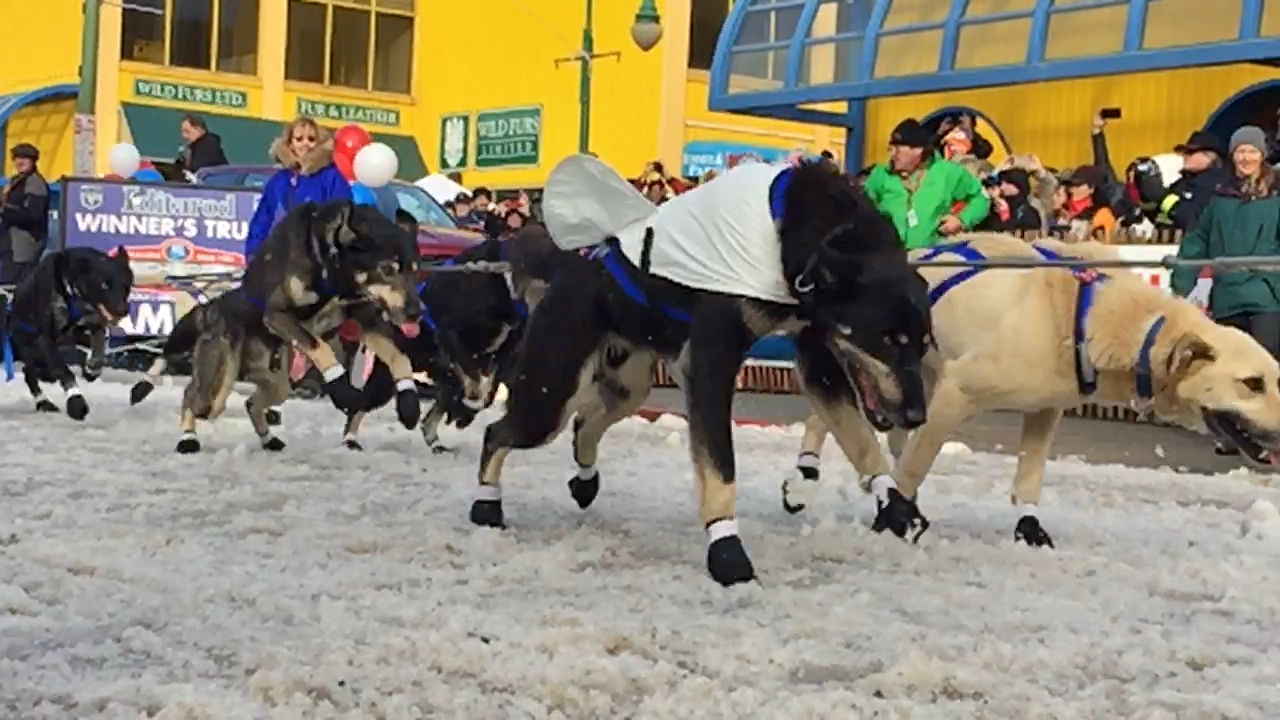
Đàn chó trong đội Huskies Martin Buser trong Lễ khai mạc cuộc đua Iditarod năm 2015 tại trung tâm thành phố Anchorage, Alaska

Chó Husky Alaska có kích thước vừa phải, trung bình từ 40 đến 60 pounds (21 đến 25 kg) đối với con đực và 35 đến 55 pound (17 đến 19 kg) đối với con cái. Một số trong số chúng có bề ngoài giống với các giống chó đua Husky Siberi (là lai tạo của giống Husky Alaska), nhưng thường nhỏ hơn và gầy hơn với bụng nhỏ hơn đáng kế.
Màu sắc và kiểu lông của từng cá thể có thể khác nhau; Chó Alaska có thể có bất kỳ màu nào và bất kỳ loại lông nào. Mắt có thể có màu bất kỳ. Bộ lông hầu như luôn ngắn đến trung bình, không bao giờ dài. Chiều dài lông của loài này ngắn hơn do nhu cầu tản nhiệt hiệu quả trong khi đua.
Trong điều kiện rất lạnh, Alaska thường đua với một "chiếc áo khoác cho chó" và/hoặc thiết bị bảo vệ bụng. Đặc biệt là trong các cuộc đua đường dài, những con chó này thường đòi hỏi "thiết bị bảo vệ móng" để bảo vệ đôi chân của chúng khỏi bị mài mòn và nứt. Những phẩm chất của chúng bao gồm tính cứng rắn và sức đề kháng khí hậu lạnh mà rất phổ biến trong các loài chó Siberi và chó Inuit Canada đã được loại bỏ dần trong loài chó husky Alaska để tăng độ ưu tiên cho tốc độ. Trên các cuộc đua đường dài, các con chó này đòi hỏi sự quan tâm và chú ý đáng kể tại các trạm dừng chân.